# Олений мост (Калининградская область)
Олений мост (нем. Hirschbrücke) — железобетонный арочный мост через реку Красная в Роминтенской пуще Калининградской области. Расположен неподалеку от бывшей охотничьей усадьбы кайзера Вильгельма.

## История
В 1905 году на месте существовавшего деревянного моста был построен однопролётный бетонный арочный мост. Проект был разработан инстенбургским филиалом компании Windschild & Lagelott. На мосту были установлены бетонные ограждения, на постаментах у въездов на мост — четыре бронзовые скульптуры благородных оленей, выполненные в 1905 году Рихардом Фризе в сотрудничестве со скульптором–анималистом Йозефом Палленбергом. Все бронзовые статуи были точными копиями оленей, добытых кайзером в Роминтенском лесу. Олений мост являлся символом лесопаркового ландшафта Роминтена.

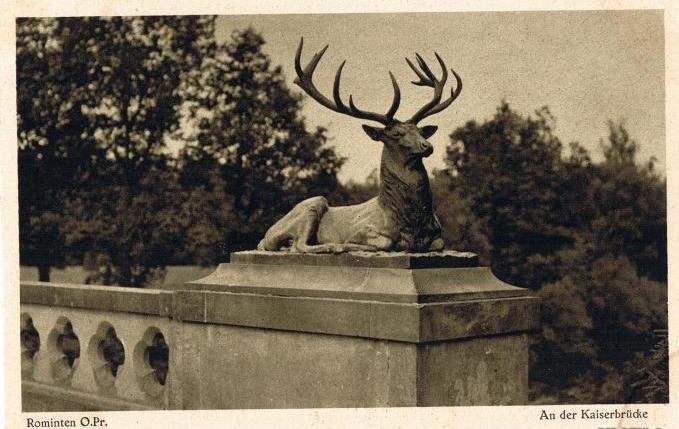
Один из четырех оленей, венчавших постаменты Оленьего моста до войны

После Второй мировой войны элементы ограждения разрушились. Работники Нестеровского лесного хозяйства принимали участие в восстановлении ограждения. Скульптуры оленей после войны были демонтированы. Две фигуры были обнаружены калининградскими краеведами: они украшают вход главного здания подмосковного санатория (Сосна), две другие фигуры до сих пор не найдены. 
На мосту после войны оставлены различные надписи. Так, на бетонном поручне, на котором стоит клеймо «1964» оставлена «мудрость»: «Пограничник, должен быть грозой для врага, отличным кавалером для девушек». Другие оставляли свои подписи: («Гаврилов», «Я»). «Приветик!», — оставил неизвестный. На каменном постаменте с внешней стороны был выбит герб СССР.